# Kaitlyn Robrock
Kaitlyn Elizabeth Robrock  (nacida el 30 de diciembre de 1983) es una actriz de doblaje estadounidense conocida por interpretar a Tommy en la serie de televisión Mr. Pickles y Momma Named Me Sheriff en Adult Swim y la madre de Retsuko en el doblaje en inglés de Aggretsuko, también es conocida por ser la voz actual de Minnie Mouse en reemplazo de Russi Taylor debido a su fallecimiento. 
A partir de 2020, Robrock asumió como la voz de Minnie Mouse para Disney después de la muerte de Russi Taylor en 2019.

## Carrera
Otros papeles notables de Robrock incluyen Mrs. Budnick en Golan the Insatiable, Felicia Sundew en Amphibia de Disney y varios personajes en Cartoon Network ThunderCats Roar. Ha trabajado para Parques y centros turísticos de Walt Disney, Disney Television Animation, Warner Bros. Animation y Marvel Entertainment. También asumió el papel de Minnie Mouse después de la muerte de Russi Taylor.

## Filmografía

### Películas
| Año  | Título                               | Personaje                  | Notas |
| ---- | ------------------------------------ | -------------------------- | ----- |
| 2010 | The Drawn Together Movie: The Movie! | Pitufina                   |       |
| 2014 | A Million Ways to Die in the West    | ADR                        |       |
| 2014 | Lucy                                 | ADR                        |       |
| 2016 | The Boss                             | ADR                        |       |
| 2019 | Frozen II                            | Voces adicionales          |       |
| 2020 | Alien Xmas                           | Niño Elfo #3, Reno, Klepts |       |

### Series animadas
| Año          | Título                              | Personaje | Notas                      |
| ------------ | ----------------------------------- | --- | -------------------------- |
| 2013–2015    | Golan the Insatiable                | Mrs. Budnick, Weather Lady                                                                                            |                            |
| 2013–2018    | Mr. Pickles                         | Tommy Goodman, Candy, Additional voices                                                                               |                            |
| 2016         | JoJo's Bizarre Adventure            | Shizuka Joestar, Mrs. Hazekura                                                                                        | Doblaje Inglés             |
| 2018         | Pickle & Peanut                     | Susan, Additional voices                                                                                              | Ep: "Black Light Bowling"  |
| 2018–present | Aggretsuko                          | Retsuko's Mother | Doblaje Inglés             |
| 2019–present | Amphibia                            | Felicia Sundew, Aquarium Show Hostess, Additional voices                                                              |                            |
| 2019–present | Momma Named Me Sheriff              | Tommy Goodman, Candy, Voces adicionales                                                                               |                            |
| 2020         | Doctora Juguetes                    | Nanny, Arcade Woman                                                                                                   | Ep: "Lost & Found"         |
| 2020         | Blaze and the Monster Machines      | Oola | Ep: "The Great Space Race" |
| 2020         | ThunderCats Roar                    | Gwen, Unicorns, Molly Lava, Moldians, Mrs. Gristidi, Mumm-rana, Schnorp, Mixer, Doorbell, Wristwatch, Eclipsorr, Luna | 9 episodios                |
| 2020-2021    | Mickey Mouse Mixed-Up Adventures    | Minnie Mouse |                            |
| 2020         | The Wonderful World of Mickey Mouse | Minnie Mouse |                            |
| 2021         | Minnie's Bow-Toons                  | Minnie Mouse |                            |
| 2021         | Mickey Mouse Funhouse               | Minnie Mouse |                            |

### Videojuegos
| Año  | Título                            | Personaje          | Notas |
| ---- | --------------------------------- | ------------------ | ----- |
| 2016 | StarCraft II: Nova Covert Ops     | Defenders Ghost #2 |       |
| 2016 | Dishonored 2                      | Witch              |       |
| 2016 | Lego Dimensions                   | Abby Yates         |       |
| 2017 | Dishonored: Death of the Outsider | Witches            |       |